# So What? (While She Sleeps)
So What (stilizzato SO WHAT?) è il quarto album in studio  del gruppo musicale metalcore britannico, While She Sleeps. Venne pubblicato il 1º marzo 2019, attraverso l'etichetta indipendente della band, Sleeps Brothers, in collaborazione con l'etichetta discografica finlandese, la Spinefarm Records.
Il 7 giugno 2018, la band ha confermato, tramite i social media, che stavano creando un nuovo album. La produzione fu completata nell'ottobre 2018. In un'intervista con la rivista heavy metal, Metal Hammer, il chitarrista Sean Long ha dichiarato: "Penso che la gente conosca il nome While She Sleeps, ma non hanno una vera idea di che tipo di band siamo e questo mi rende davvero orgoglioso; noi miriamo sempre a sorprendere le persone."
Nell'ottobre 2018, venne postata sui social media dalla band, una figura in uniforme bianca e maschera antigas con in mano una flash drive contenente musica inedita. I dispositivi potrebbero essere recuperati da queste figure in punti specifici intorno dislocati tra Londra e Sheffield. Le unità contenevano un frammento della canzone Anti-Social, presentato in anteprima durante la BBC Radio 1 Rock Show il 29 ottobre 2018. Il video musicale per la canzone venne pubblicato lo stesso giorno, confermando che il quarto album della band si chiamerà So What? per essere pubblicato il 1º marzo 2019. Il secondo singolo, Haunt Me, venne pubblicato il 21 dicembre 2018, mentre il terzo singolo, The Guilty Party, fu pubblicato il 30 gennaio 2019.
Il 18 febbraio 2019, la band pubblicò un documentario dietro le quinte del regista Roscoe Neil, che descriveva in dettaglio il processo di registrazione dell'album e alcune difficoltà incontrate dalla band. Il documentario ha rivelato che Carl Brown, il produttore sia di This Is the Six che di Brainwash, aveva prodotto l'album. Cinque giorni dopo, il quarto singolo, Elephant, venne presentato per la prima volta al BBC Radio 1 Rock Show, insieme a un video musicale lo stesso giorno.
L'album So What? venne accolto bene da una parte dei critici musicali, meno bene da altri. Diverse recensioni hanno indicato che l'album ha intrapreso una direzione leggermente, allontanandosi dalle radici del metalcore tradizionale in favore di un suono più alternativo, anche elettronico. Scrivendo per LouderSound, Stephen Hill dichiara "probabilmente è l'album più sperimentale e stranamente più stimolante che la band abbia mai realizzato".

## Tracce
1. Anti-Social – 4:12
2. I've Seen It All – 4:12
3. Inspire – 4:10
4. So What?
5. The Guilty Party
6. Haunt Me
7. Elephant
8. Set You Free
9. Good Grief
10. Back of My Mind (feat. Griffin Dickinson of Shvpes)
11. Gates of Paradise